# Vučipolje (żupania splicko-dalmatyńska)
Vučipolje – wieś w Chorwacji, w żupanii splicko-dalmatyńskiej, w gminie Hrvace. W 2011 roku liczyła 107 mieszkańców.